# Eau Morte
Glière, Saint-Ruph, Nant Debout, ruisseau des Combes, ruisseau de l'Alpette
Pour les articles homonymes, voir Eau morte.
L’Eau Morte, Glière, Saint-Ruph, Nant Debout, ruisseau des Combes ou ruisseau de l'Alpette selon la section de cours d'eau envisagée, est une rivière de France qui constitue le principal apport d'eau de surface du lac d'Annecy en Haute-Savoie. C'est aussi un sous-affluent du Rhône par le Thiou et le Fier. Avec l'Ire et le ruisseau de Bornette, c'est l'un des trois cours d'eau à se jeter dans le lac à son extrémité méridionale.

## Toponymie
Le torrent est appelé « ruisseau de l'Alpette » de sa source à son arrivée dans le val de Tamié au hameau des Combes, « ruisseau des Combes » jusqu'à sa confluence avec un autre torrent à Frontenex, « Nant Debout » jusqu'à sa confluence avec le torrent de Saint-Ruph au Villaret, « Saint-Ruph » jusqu'au bief de la Barme à l'entrée de Faverges, « Glière » jusqu'au pont Carrier à la limite communale entre Faverges-Seythenex et Giez puis « Eau Morte » jusqu'à son embouchure dans le lac d'Annecy,.
« Eau Morte » est un hydronyme constitué du nom commun « eau » et de l'adjectif « mort » au féminin ; il désigne ainsi un cours d'eau s'écoulant lentement. Il prend naissance dans un marais.
Le nom du torrent de Saint-Ruph provient du lieu-dit Saint-Ruph, premier prieur de l'abbaye de Talloires.
Le toponyme « Glière » est une variante de « Glaire », provenant du latin Glaria, Glarea, désignant une grève graveleuse, un lieu composé de gravier ou assimilés, souvent inondé,,

Glière s'apparente plus à un toponyme qu'à un hydronyme, il est le lieu où s'étale le Saint-Ruph, situé entre le sommet de la source du Biel, sous la Curiale et Favergettes, là où l'on observe un nouveau rétrécissement. C'est l'endroit où l'on voit un banc de graviers sur la rive du torrent. Du côté de Champ Canon, à Faverges, on trouve d'ailleurs les lieux-dits Bois de la Glière et Le Clos de la Glière. Ce toponyme se retrouve du côté de la commune de Doussard avec le hameau de Glière, dont le dérivé Glière dessus, Glière dessous, ainsi que les Marais de Glière. Il semble toutefois que ce toponyme est dérivé pour désigner le cours d'eau à cet endroit sur la commune de Faverges.

## Géographie

### Tracé

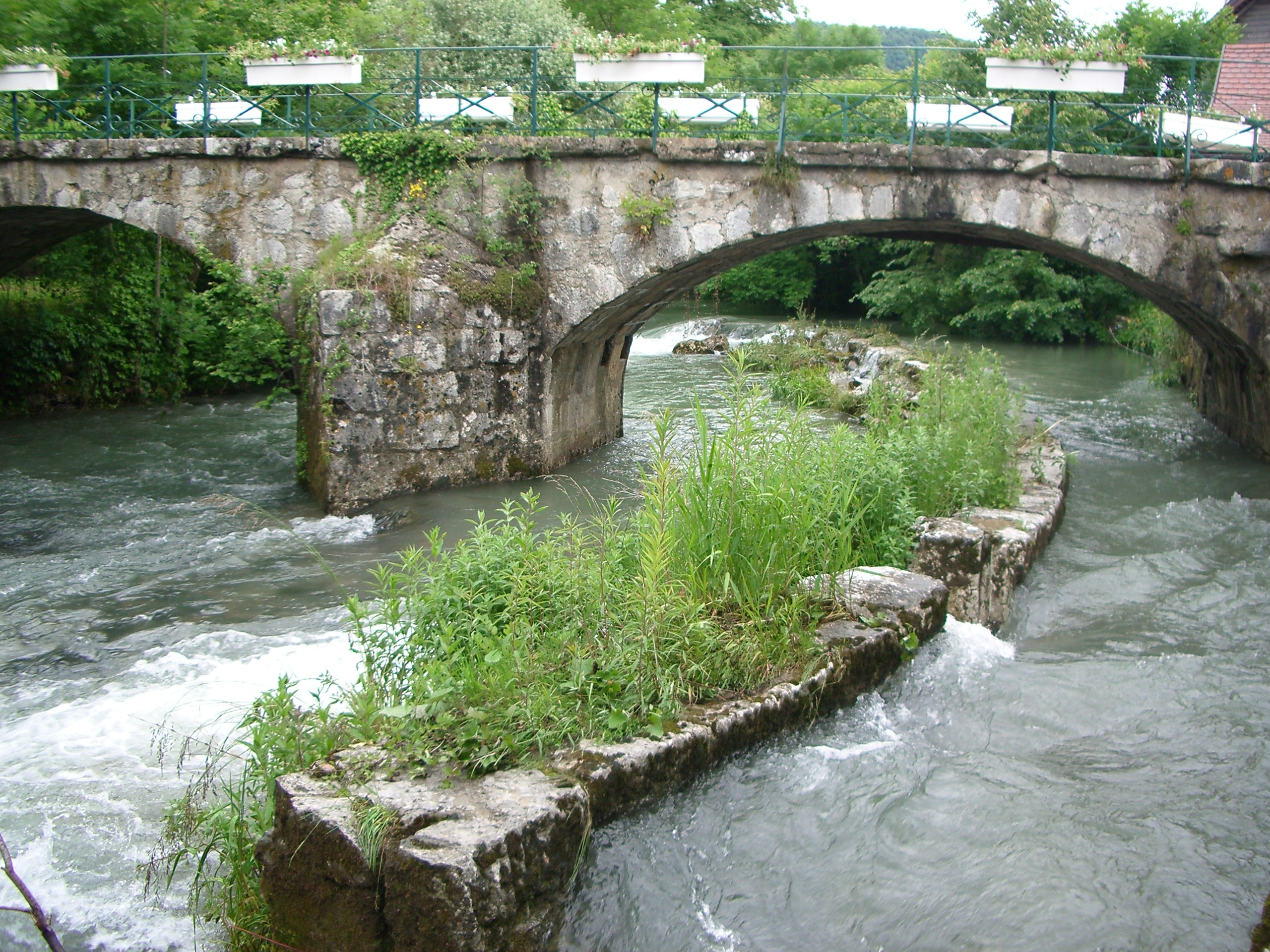
L'Eau Morte à Verthier dont le cours est entravé par la pile d'un pont et les restes d'un canal de dérivation d'un moulin à eau.

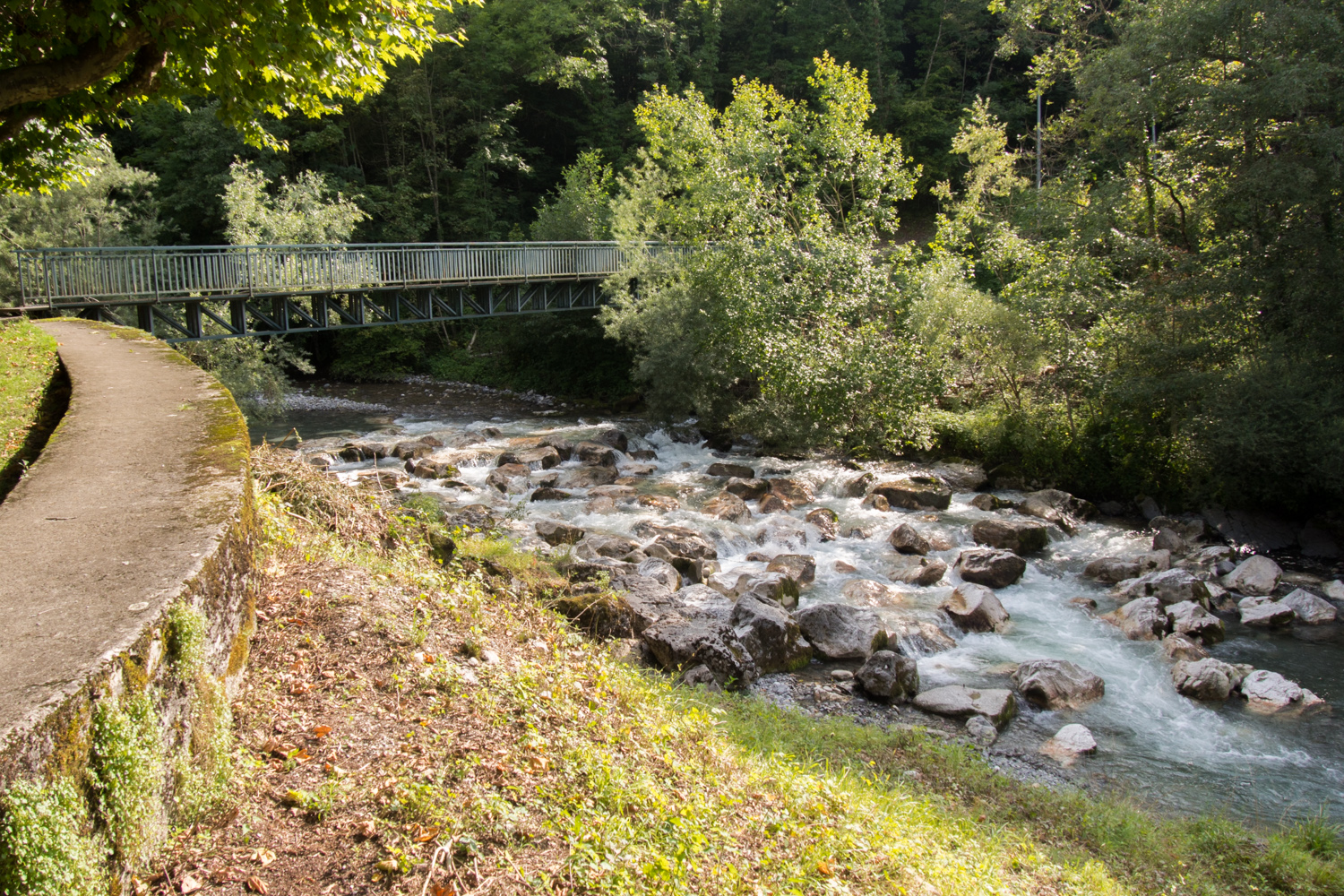
L'Eau Morte à son arrivée à Faverges.

L'Eau Morte prend sa source dans le massif des Bauges, au col de l'Alpettaz (1 580 mètres), entre la Belle Étoile (1 841 mètres) et la dent de Cons (2 063 mètres),. Dans ce vallon orientée au nord-ouest, le torrent reçois de nombreux affluents plus ou moins temporaires en rive gauche et en rive droite. À son arrivée dans le val de Tamié à 900 mètres d'altitude, le torrent prend une direction nord-nord-ouest et reçoit les eaux de quelques affluents, dont le ruisseau du Bard venant du col de Tamié et le ruisseau de Saint-Ruph venant du col d'Orgeval. À son arrivée à Faverges, le cours alimente le bief de la Barme qui change de bassin versant pour celui de l'Isère via la Chaise et l'Arly. Son cours se dirige progressivement vers le nord-ouest en débouchant dans la trouée d'Annecy où la rivière divague alors dans la plaine, perdant seulement une cinquantaine de mètres d'altitude dans les derniers kilomètres de son cours. Quelques affluents grossissent sont cours, venant soit du massif des Bauges (ruisseau de Rovagny et nant Contiat) ou du massif des Bornes (nant de Montmin). Après avoir traversé les marais de Giez puis ceux de la réserve naturelle nationale du Bout du Lac d'Annecy, l'Eau Morte se jette dans le lac d'Annecy à son extrémité sud aux côtés de l'Ire et du ruisseau de Bornette.
La longueur de son cours est de 17,6 kilomètres. La rivière est enjambée de plusieurs ponts et passerelles dont celui de la route départementale 2508 et les trois de la route départementale 1508. Au village de Verthier, le cours d'eau est enjambé par un pont inscrit aux monuments historiques.

### Communes et cantons traversés
Dans le seul département de la Haute-Savoie, l'Eau Morte traverse trois communes et un canton, dans le sens amont vers aval, de Faverges-Seythenex (source), Giez et Doussard (confluence). Soit en termes de cantons, l'Eau Morte prend source et conflue dans le même canton de Faverges-Seythenex, soit dans l'arrondissement d'Annecy.

## Affluents

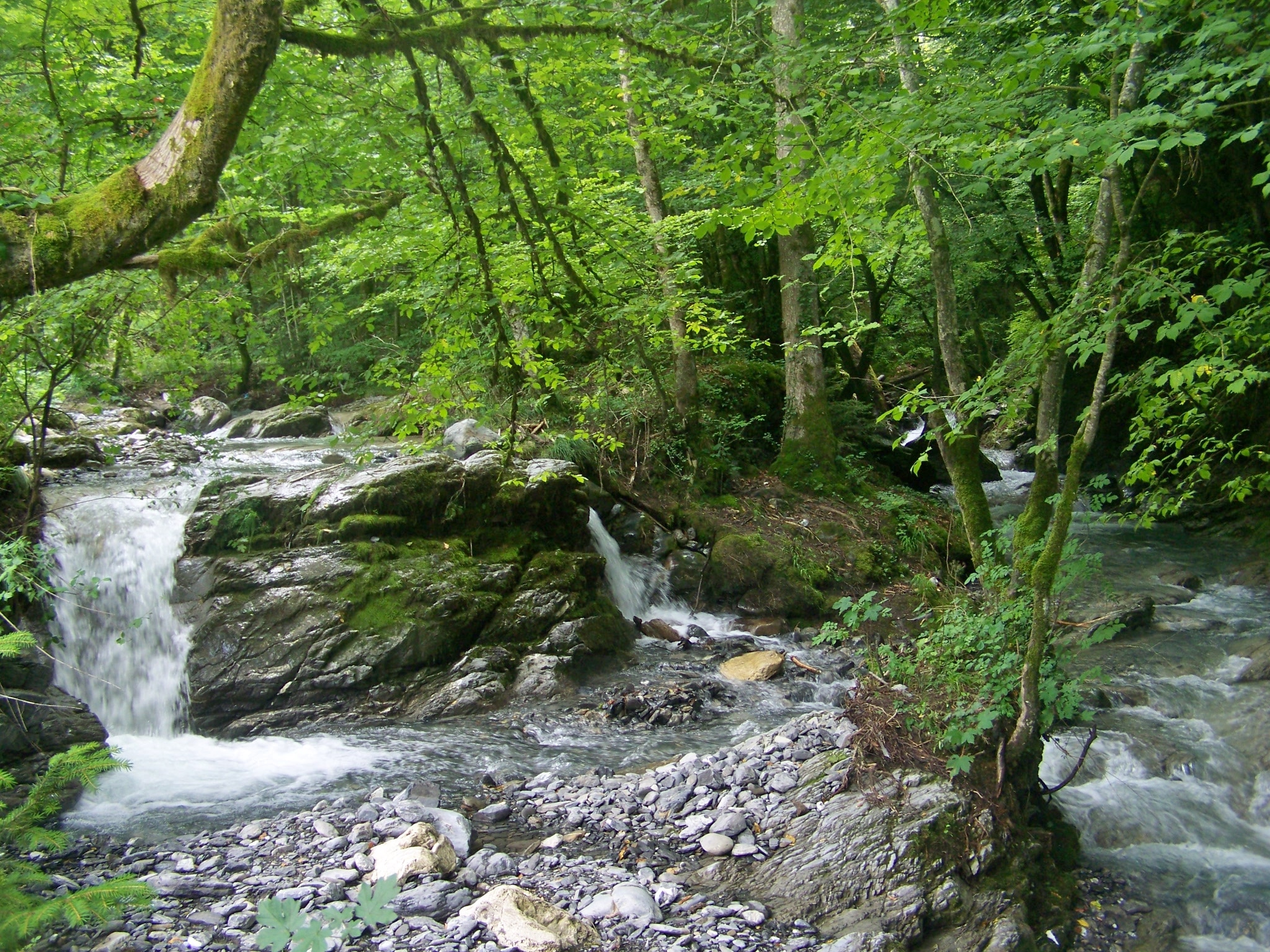
Confluence de l'Eau Morte (à gauche) avec le ruisseau de Saint-Ruph (à droite).

L'Eau Morte a cinq affluents référencés :
- le ruisseau des Echaux (rd), 1,8 km sur la seule commune de Faverges-Seythenex.
- le ruisseau du Bard (rg), 9,3 km sur les deux communes de Plancherine (source), et Faverges-Seythenex (confluence) venant du massif des Bauges avec trois affluents :
  - la Sauffe,
  - le ruisseau de la Bouchasse,
  - le ruisseau de Tamié, avec trois affluents :
    - le ruisseau de Pontvert,
    - le ruisseau des Panés,
    - le ruisseau de Champ Fleury,
- le torrent de Saint-Ruph (rg), 9,5 km sur la seule commune de Faverges-Seythenex avec trois affluents :
  - le ruisseau de Bonverdan
  - le ruisseau de Nant,
  - le ruisseau de la Grande Perrière,
- le ruisseau de Rovagny (rg), 4,8 km sur la seule commune de Giez avec un affluent :
  - le ruisseau Nant Crevé,
- le ruisseau de Montmin (rd), 9,9 km sur les trois communes de Talloires-Montmin (source), Faverges-Seythenex et Doussard (confluence) provenant du massif de la Tournette, avec deux affluents :
  - le ruisseau du Fétélay,
  - le ruisseau de la Perrière.

Le rang de Strahler est donc de quatre.

## Crues
Les différentes crues de l'Eau Morte ayant un impact sur la circulation automobile de la départementale no 1 (aujourd'hui RD 1508), les pouvoirs publics décident en 1875 d'un aménagement devant prévenir les risques. La construction d'une digue pour le Saint-Ruph d'une hauteur de 105 mètres est prévue. En 1880, une étude est lancée et un projet de construction est présenté trois ans plus tard au Conseil départemental de la Haute-Savoie qui, lors d'une séance en 1984, repousse sa réalisation.
En 1882, alors qu'un épisode de fortes précipitations fait monter le niveau du lac d'Annecy, l'Eau Morte inonde la plaine entre Giez et Doussard au mois de novembre. Le mois suivant, à la suite d'un violent orage ayant eu lieu le 23 décembre, les eaux du cours d'eau montent le 24 et coupent la route départementale no 1. Après une nouvelle crue en 1899 et afin de protéger la voie ferrée reliant Annecy à Albertville, la compagnie PLM améliore les remblais le long de la voie. Un nouvel épisode de débordement a lieu en avril 1901.